# Ävsjö
Ävsjö är en sjö i Hultsfreds kommun i Småland och ingår i Emåns huvudavrinningsområde.